# Vellozia cryptantha
Vellozia cryptantha är en enhjärtbladig växtart som beskrevs av Moritz August Seubert. Vellozia cryptantha ingår i släktet Vellozia och familjen Velloziaceae. Inga underarter finns listade.